# 29346 Mariadina
29346 Mariadina este un asteroid din centura principală de asteroizi.

## Descriere
29346 Mariadina este un asteroid din centura principală de asteroizi. A fost descoperit pe 25 februarie 1995 la Cima Ekar de Maura Tombelli. Asteroidul prezintă o orbită caracterizată de o semiaxă mare de 2,74 ua, o excentricitate de 0,24 și o înclinație de 12,0° în raport cu ecliptica.